# Rosa-Luxemburg-Platz (metropolitana di Berlino)
La stazione di Rosa-Luxemburg-Platz è una stazione della metropolitana di Berlino, posta sulla linea U2.
È posta sotto tutela monumentale (Denkmalschutz).

## Storia
La stazione venne attivata nel 1913 con il nome di Schönhauser Tor.
Nel 1934 venne ribattezzata Horst-Wessel-Platz, mutuato dalla piazza sovrastante dedicata all'eroe nazionalsocialista Horst Wessel. Nel 1945, alla caduta del regime, la stazione riprese il suo nome originario.
Nel 1950 la piazza sovrastante divenne Luxemburgplatz, in onore dell'attivista Rosa Luxemburg, e anche la stazione assunse tale denominazione, mutata nel 1978 in Rosa-Luxemburg-Platz per maggiore chiarezza.